# جيمس فيتزباتريك (طبيب)
جيمس فيتزباتريك (بالإنجليزية: James Fitzpatrick)‏ هو طبيب أسترالي، ولد في 1975.